# Onésime-Paul Noël
Onésime-Paul Noël, francoski general, * 1880, † 1944.